# Liste der Universitäten und Hochschulen in Ungarn

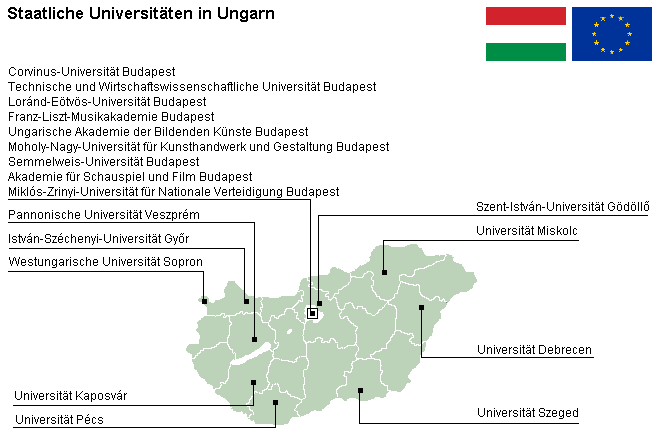
Lage der staatlichen Universitäten in Ungarn

Dies ist eine Liste der Universitäten und Hochschulen in Ungarn. Das Ungarische Bildungsministerium erkennt insgesamt 26 Einrichtungen, davon 19 staatliche und 7 nicht staatliche als Universitäten an. Des Weiteren werden Hochschulen amtlich anerkannt, davon 10 staatliche und 34 nicht staatliche, die auch berechtigt sind akademische Titel auszustellen. (Stand: 28. Februar 2011)
In Ungarn kann es sich bei Hochschulinstituten um eine Universität, einschließlich einer Fachhochschule, oder um eine Hochschule handeln. Darüber hinaus gibt es auch Hochschulen, die als theologische Akademien bezeichnet werden.
- Eine Universität (egyetem) ist ein Hochschulinstitut, das berechtigt ist, mindestens acht Bachelor- und sechs Masterstudiengänge sowie Promotionsstudien und die Verleihung von Doktorgraden anzubieten.
- Eine Fachhochschule (alkalmazott tudományok egyeteme lit. Universität für angewandte Wissenschaften) ist eine Hochschule, die berechtigt ist, mindestens vier Bachelor- und zwei Masterabschlüsse anzubieten und in mindestens zwei dieser Studiengänge duale Studiengänge anzubieten, wenn sich ihre Zulassung auf die Bereiche Ingenieurwesen, Informatik, Landwirtschaft, Naturwissenschaften oder Wirtschaft erstreckt.
- Ein College (főiskola) ist eine Hochschule, an der mindestens ein Drittel des Lehr- und Forschungspersonals einen akademischen Abschluss besitzt. Es bietet ebenfalls Bachelor- und Masterstudiengänge an, genau wie eine Universität.[2][3]

Nach der Bewirtschaftung kann es sich um öffentliche (staatliche) oder nicht-öffentliche Universitäten handeln. Bis in die 2020er Jahre waren in Ungarn die meisten Institute staatlich; allerdings gab es auch einige private und kirchlich geführte Universitäten. Im Jahr 2021 wurde entschieden, dass nur 6 Universitäten in Budapest in staatlicher Trägerschaft bleiben sollten. Viele staatliche Universitäten wurden zu Stiftungsuniversitäten. In den ländlichen Städten werden nur noch Stiftungsuniversitäten verbleiben. Die Änderung des Modells bedeutet, dass die Universitäten nicht mehr direkt vom Staat finanziert und geleitet werden, sondern dass die Rechte der Gründer und Erhalter auf eine eigens hierfür gegründete Stiftung übertragen werden. Die zur Erfüllung ihrer Aufgaben notwendige Infrastruktur wird im Eigentum der Universitäten selbst sein. Von den 64 Hochschuleinrichtungen in Ungarn verbleiben nur sechs unter staatlicher Verwaltung.

## Staatliche Universitäten
- Technische und Wirtschaftswissenschaftliche Universität Budapest in Budapest
- Eötvös-Loránd-Universität in Budapest
- Franz-Liszt-Musikakademie in Budapest
- Ungarische Akademie der Bildenden Künste in Budapest
- Nationale Universität für den öffentlichen Dienst in Budapest
- József-Eötvös-Hochschule in Baja

## Nichtstaatliche Universitäten

### Stiftungsuniversitäten, frühere staatliche Universitäten
- Corvinus-Universität Budapest in Budapest (voller Name: Corvinus-Universität für Wirtschaftswissenschaften und Staatsverwaltung)
- Universität für Wirtschaftswissenschaften Budapest in Budapest
- Universität Debrecen in Debrecen
- Universität Kaposvár in Kaposvár

- Universität Miskolc in Miskolc
- Moholy-Nagy-Universität für Kunsthandwerk und Gestaltung in Budapest
- Universität Sopron in Sopron
- Óbuda-Universität in Óbuda
- Pannonische Universität in Veszprém
- Universität Pécs in Pécs
- Semmelweis-Universität in Budapest
- Veterinärmedizinische Universität Budapest
- István-Széchenyi-Universität in  Győr
- Universität der Wissenschaften Szeged in Szeged
- Universität für Theater und Filmkunst Budapest in Budapest
- Ungarische Universität für Landwirtschaft und Biowissenschaften in Gödöllő und in (Gyöngyös, Keszthely, Kaposvár, Budapest)
- Universität Dunaújváros in Dunaújváros
- Neumann János Universität in Kecskemét
- Ungarische Hochschule für Tanz in Budapest
- Tokaj-Hegyalja Universität in Sárospatak

### Nichtstaatliche Universitäten (kirchliche Universität, frühere staatliche Universitäten)
- Katholische Eszterházy Károly Universität (KEKU) in Eger und Jászberény

### Weitere nichtstaatliche Universitäten
- Andrássy Universität Budapest in Budapest
- Reformierte Theologische Universität Debrecen in Debrecen
- Evangelisch-Lutherische Theologische Universität in Budapest
- Károli-Gáspár-Universität der Reformierten Kirche in Budapest
- Central European University (CEU) in Budapest
- Rabbinerseminar Budapest in Budapest
- Katholische Péter-Pázmány-Universität in Budapest (Universität mit staatlicher Anerkennung)
- Milton Friedman Universität in Budapest
- Budapest Metropolitan Universität (METU) in Budapest
- Edutus Universität  in Tatabánya, Budapest

## Nichtstaatliche Hochschulen
- Buddhistische Hochschule Tan-Tor in Budapest
- Adventistische Theologische Hochschule in Budapest
- Budapest College of Management in Budapest
- Katholische Hochschule Apor Vilmos in Vác
- Baptistische Theologische Akademie in Budapest
- Bhaktivedanta College Budapest in Budapest
- Budapest Contemporary Dance Academy (BCDA) in Budapest
- Theologische Hochschule Eger in Eger
- Theologische Hochschule Esztergom in Esztergom
- Gábor Dénes Kolleg in Budapest
- Theologische Hochschule Ferenc Gál in Szeged
- Calvary Chapel Bible College Europe in Vajta
- Theologische Hochschule Győr in Győr
- International Business School (IBS) in Budapest
- Kodolányi János Universität in Székesfehérvár und in (Budapest, Orosháza)
- Pädagogische Hochschule der Reformierten Kirche Kölcsey Ferenc in Debrecen
- International Pető András Institute of Conductive Education for the Motor Disabled and Conductor-Teacher Training College, Budapest
- Theologische Akademie der Reformierten Kirche Pápa in Pápa
- Theologische Hochschule Pécs in Pécs
- Pfingstevangelische Theologische Hochschule in Budapest
- Mönchisch-Theologische Hochschule Sapientia in Budapest
- Theologische Akademie der Reformierten Kirche Sárospatak in Sárospatak
- Pastoral-Theologische Hochschule Sola scriptura in Budapest
- Griechisch-Katholische Theologische Hochschule Heiliger Atanasius in Nyíregyháza
- Theologische Hochschule St. Bernard in Zirc
- Akademie Heiliger Paulus in Budapest
- Tomori Pál Kolleg in Kalocsa
- Erzbischöfliche Theologische Hochschule Veszprém in Veszprém
- Wekerle Sándor Business College in Budapest
- Pastorale Hochschule Wesley János in Budapest

## Ausländische Institutionen
- L'École supérieure des sciences commerciales d'Angers (ESSCA)
- FernUniversität in Hagen
- McDaniel College Budapest
- The University of Buckingham[6]